# Colatina Sociedade Esportiva

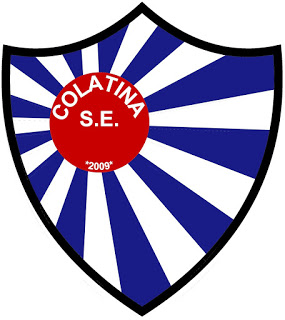
Outro modelo de escudo oficial do Colatina SE.

Colatina Sociedade Esportiva, ou simplesmente Colatina, é um clube brasileiro de futebol da cidade de Colatina, Espírito Santo. 

## História

### Masculino
Em 2010, disputou a Segunda Divisão Capixaba, ficando em terceiro lugar, mas devido a punição imposta ao Estrela do Norte, que foi o vice-campeão, o clube ficou com a vaga na Primeira Divisão de 2011.
No ano seguinte, após uma fraca campanha no Capixabão, retornou à Segunda Divisão. Porém, no ano 2013, a equipe colatinense deu a volta por cima, conquistou o primeiro título da história e a vaga de volta à elite ao vencer o Castelo na final.
No Campeonato Capixaba de 2015, o clube desistiu da competição por falta de recursos financeiros, assim foi automaticamente rebaixado à Série B.

### Feminino
O clube foi o campeão do Campeonato Capixaba de 2011 e disputou a Copa do Brasil Feminina do mesmo ano. Na primeira fase da Copa do Brasil de 2011, o Colatina é goleado por 6 a 1 pelo Vasco da Gama no Estádio Justiniano de Mello e Silva. Por ter perdido em casa no jogo de ida por diferença de pelo menos três gols, o Colatina foi eliminado da competição.

## Títulos

### Masculino
| ESTADUAIS | ESTADUAIS                     | ESTADUAIS | ESTADUAIS  |
|           | Competição                    | Títulos   | Temporadas |
| --------- | ----------------------------- | --------- | ---------- |
|           | Campeonato Capixaba - Série B | 1         | 2013       |

### Feminino
| ESTADUAIS | ESTADUAIS           | ESTADUAIS | ESTADUAIS  |
|           | Competição          | Títulos   | Temporadas |
| --------- | ------------------- | --------- | ---------- |
|           | Campeonato Capixaba | 1         | 2011       |